# Nicolas Perelle
Nicolas Perelle (1631 – 1695) è stato un incisore e pittore francese.

## Biografia
Figlio di Gabriel Perelle e fratello maggiore di Adam Perelle, realizzò alcune stampe rappresentanti le conquiste di Luigi XIV.